# Войникът се завърна у дома
"Войникът се завърна у дома (на руски: Вернулся служивый домой) e съветски куклен анимационен филм от 1959 година на режисьора Владимир Дегтярьов заснет от киностудиото Союзмултфилм по мотиви от руските народни приказки.

## Сюжет
Войникът се завръща от поход в родния си дом, Тридесетото царство. То обаче е превзето от нечиста сила. Дяволът е отвлякъл принцеса Марфа и я държи в плен. Царят предлага като награда за този, който спаси дъщеря му, ръката ѝ, и цялото царство. Войникът се наема и изпълнява задачата, но алчният цар не удържа на думата си. Освободената принцеса избягва със своя спасител, а в царския дворец отново започват да безобразничат дяволите, измъкнали се от раницата на войника, в която той е успял да ги затвори.

## В ролите
- Лев Потьомкин като разказвача

## Интересни факти
Персонажите във филма са направени от аниматорите в стил Диймковска играчка.